# پیانس
پیانس (به آلمانی: Pians) یک منطقهٔ مسکونی در اتریش است که در ناحیه لاندک واقع شده‌است. پیانس ۲٫۹ کیلومتر مربع مساحت دارد ۸۵۶ متر بالاتر از سطح دریا واقع شده‌است.